# Charles de Richter
Pour les articles homonymes, voir Richter.
Charles de Richter, né le 14 février 1887 à Philippeville, aujourd'hui Skikda, en Algérie, et mort le 12 septembre 1975 à Toulon, est un auteur français de romans populaires, dont plusieurs romans policiers et des ouvrages de littérature d’enfance et de jeunesse.

## Biographie
Après ses études à l’Université Cambridge, il entre à la faculté de Sciences politiques de Paris et se destine à une carrière de diplomate, projet contrecarré par une maladie cardiaque. Il vit quelque temps avec son père, Jules de Richter, un personnage connu du milieu du théâtre de boulevard, et est mis en relation avec Robert de Montesquiou, Boni de Castellane (1867-1932), Georges Feydeau, Tristan Bernard, Vicente Blasco Ibanez et d'autres célébrités de l'époque. Il se consacre un temps au journalisme littéraire et devient secrétaire du critique de théâtre Ernest La Jeunesse, mais c'est une rencontre déterminante avec Gaston Leroux - à la mort duquel il terminera des années plus tard Les Chasseurs de tête, un roman inachevé - qui le pousse à se lancer dans l’écriture de romans populaires. Il publie d’abord des ouvrages de littérature d’enfance et de jeunesse, un genre auquel il consacrera quelques parutions échelonnées sur toute sa carrière.
À partir de 1931, il donne à un rythme soutenu de nombreux romans policiers dans la veine des récits anglo-saxons d’Edgar Wallace et de E. Phillips Oppenheim. Décors de la haute bourgeoisie, complots internationaux, femmes stupéfiantes, savants fous et vilains hauts en couleur sont les ingrédients récurrents de ses œuvres, notamment celles de la série mettant en scène le couple tourmenté  que forment Cedric Lacy de Scotland Yard et la mystérieuse Thaisa Strafford. Il poursuit son œuvre pendant la Deuxième Guerre mondiale, alors qu’il s’installe à Toulon, puis à Saint-Donat-sur-l'Herbasse, un petit village de la Drôme.
Il a également signé des romans humoristiques, dont Mon phoque et elle (1946), adapté au cinéma par Pierre Billon sous le titre Mon phoque et elles en 1951.
Il est le traducteur de The Big Money (La Grosse Galette"") de John Dos Passos (Gallimard, 1946).

## Œuvre

### Romans

#### Romans policiers

##### SérieCedric Lacy et Thaisa Strafford
- Cinq heures quarante-deux, Éditions de France, coll. À ne pas lire la nuit no 33, 1934
- L’Ombre de l’autre, Éditions de France, coll. À ne pas lire la nuit no 49, 1934
- Le Signe de la lente mort, Éditions de France, coll. À ne pas lire la nuit no 58, 1935 ; réédition, Gérard, coll. Bibliothèque Marabout no 1052, 1978

##### Autres romans policiers
- Le Yacht blanc, Fayard, coll. Le Livre populaire, no 265, 1931
- Le Signe de la bête, Tallandier, coll. Les Romans mystérieux, 1932
- La Lumière qui saute, Éditions de France, coll. À ne pas lire la nuit no 17, 1933 ; réédition, La Bruyère, coll. La Cagoule no 46, 1948
- L’Homme qui était moi, Éditions de France, coll. À ne pas lire la nuit no 26, 1934
- Celle qui devait mourir, Éditions de France, coll. À ne pas lire la nuit no 39, 1934
- La Machine à tuer, Éditions de France, coll. À ne pas lire la nuit no 66, 1935
- L’Empreinte hantée, Éditions de France, coll. À ne pas lire la nuit no 69, 1936
- Le Cauchemar de la corde, Éditions de France, coll. À ne pas lire la nuit no 76, 1936
- L’Anneau de la mort, Éditions de France, coll. À ne pas lire la nuit no 83, 1936 ; réédition, La Bruyère, coll. La Cagoule no 41, 1948
- La Pieuvre du mal, Éditions de France, coll. À ne pas lire la nuit no 101, 1936 ; réédition, La Bruyère, coll. La Cagoule no 44, 1948
- La Danseuse écartelée, Éditions de France, coll. À ne pas lire la nuit no 108, 1937 ; réédition, La Bruyère, coll. La Cagoule no 43, 1948
- La Menace invisible, Éditions de France, coll. À ne pas lire la nuit no 110, 1937
- L’Impératrice du mal, Éditions de France, coll. À ne pas lire la nuit no 118, 1938
- La Mort tient les cartes, Éditions de France, coll. À ne pas lire la nuit no 128, 1939 ; réédition, Ophrys, 1946
- Mais Scotland Yard veillait, Éditions de France, coll. À ne pas lire la nuit no 132, 1939 ; réédition, La Bruyère, coll. La Cagoule no 58, 1949
- La Marque qui accuse, Ophrys, 1941 (court roman précédé et suivi des nouvelles Le Petit Vieillard et les Cambrioleurs et Celle qui avait les yeux de l’autre)
- Le Mystère du garage, Éditions Laclau, coll. Le Chien-loup, 1941
- Richter contre Richter, Éditions NEF, coll. Le Livre de minuit, 1943
- Sous le poignard de Dieu, Éditions NEF, coll. Le Livre de minuit, 1943
- Signé Jules César, Éditions NEF, coll. Le Livre de minuit, 1943
- Le Vaisseau qui portait la mort, Éditions NEF, coll. Le Livre de minuit, 1944
- S.O.S à Scotland Yard, Éditions Chantal, coll. Trois A, 1944
- L’Homme qui voulut le déluge, Éditions Gutenberg, coll. Nuits blanches, 1945
- La Maison sans numéro, Ophrys, 1947 (court roman précédé et suivi des nouvelles Une femme dans chaque port et Gris-noir)
- La Suite du chapitre à demain, Éditions S.E.P.E., coll. Le Bandeau noir, 1947
- Mon ami Lobster, Librairie des Champs-Élysées, Le Masque no 459, 1953
- Le crime était signé, Librairie des Champs-Élysées, Le Masque no 614, 1958 ; réédition, Gérard, coll. Bibliothèque Marabout no 1053, 1978

#### Romans d’aventures
- La Bête qui rôde, Éditions de France, 1937
- Les Vierges du soleil, Éditions du Hublot, coll. Partir, 1944
- Capitaine Ralph, Éditions du Hublot, coll. Partir, 1945
- Mister Davis a disparu, Éditions du Hublot, coll. Le Livre de minuit, 1946

#### Romans d’amour
- La Dame de la tour hexagone, Éditions Chantal, coll. Le roman du jour, 1941
- La Robe de lune, Éditions Chantal, coll. Le roman du jour, 1946
- Le Rendez-vous avec l’amour, Éditions des Remparts, coll. Rêves bleus no 26, 1952
- Le Carnet d’une “Train bleu”, Éditions du Lama, [s.d.]

#### Littérature d’enfance et de jeunesse
- Petite Lavande, Gautier-Languereau, Bibliothèque de Suzette, 1928
- Le Roman de Mademoiselle Bulle, Éditions Chantal, 1942
- Au pays de Magali, Éditions Bordas, 1945

Prix d’Académie de l’Académie française en 1943
- Les Contes de mon oncle Frédéric, Éditions Bordas, 1947 ; réédition, G.P., Bibliothèque Rouge et Or no 114, 1957

Prix Sobrier-Arnould de l’Académie française en 1948
- Les Nouveaux Contes de Magali, Éditions Ophrys, 1957

Prix Sobrier-Arnould de l’Académie française en 1960
- À l’ombre du micocoulier, Éditions A. Bonne, 1966

#### Romans humoristiques
- Mon phoque et elle, Éditions Chantal, 1945
- Mon petit singe adoré, Éditions La Table Ronde, 1953

### Poésie
- Bernerette... et mon amour, Chiberre, 1923

### Théâtre
- Eux et lui, comédie en un acte, Éditions du Bélier, [s.d.]
- La Confession de Meudon, un acte, L'Avant-scène, n°195,1959.
- Le plus saisi des trois, un acte, L'Avant-scène, n°353,1966.

### Autres publications
- La Comédie de Deauville, Éditions Le Calame, 1929
- Rien qu’un village de France, Ophrys, 1945
- Dames et drames de jeu et d’amour, 1946

## Adaptation cinématographique
- 1951 : Mon phoque et elles, film de Pierre Billon, d’après le roman Mon phoque et elle (1945). Une version allemande de ce film français fut tournée au même moment par Billon et Ake Ohberg sous le titre Min vän Oscar.

## Sources
- Jacques Baudou et Jean-Jacques Schleret, Le Vrai Visage du Masque, vol. 1, Paris, Futuropolis, 1984, 476 p. (OCLC 311506692), p. 362-364
- Claude Mesplède, Dictionnaire des littératures policières, vol. 2 : J - Z, Nantes, Joseph K, coll. « Temps noir », 2007, 1086 p. (ISBN 978-2-910-68645-1, OCLC 315873361), p. 650-651.